# Burning in the Skies
"Burning in the Skies" é uma canção da banda de rock norte-americana Linkin Park. Esta faixa foi anunciada como terceiro single do álbum A Thousand Suns em 22 de janeiro de 2011. Um videoclipe, dirigido por Joe Hahn, foi lançado em 22 de fevereiro de 2011 no site oficial da Kerrang.

## Faixas
| Download digital |                                                                         |         |  |
| N.º              | Título                                                                  | Duração |  |
| 1.               | "Burning in the Skies"                                                  | 4:13    |  |
| 2.               | "Blackout" (Ao vivo do Madison Square Garden, Nova Iorque)              | 4:36    |  |
| 3.               | "When They Come For Me" (Ao vivo do Madison Square Garden, Nova Iorque) | 5:21    |  |

| CD Single |                                                            |         |  |
| N.º       | Título                                                     | Duração |  |
| 1.        | "Burning in the Skies"                                     | 4:13    |  |
| 2.        | "Blackout" (Ao vivo do Madison Square Garden, Nova Iorque) | 4:36    |  |

| CD Single promocional (UK) |                                         |         |  |
| N.º                        | Título                                  | Duração |  |
| 1.                         | "Burning in the Skies" (Versão editada) | 4:01    |  |

## Videoclipe
O videoclipe oficial da canção foi dirigido por Joe Hahn. O video estreou na kerrang.com em 22 de fevereiro. O video mostra os acontecimentos que ocorrem com vários grupos de pessoas antes que uma grande explosão aconteça durante o que parece ser uma detonação de uma bomba nuclear.

## Recepção
Jean Dean Wells da AOL Radio elogiou a canção dizendo que a banda "manda uma batida nesta faixa que podia facilmente faze-la circular em qualquer rádio pop."

## Desempenho nas paradas musicais
| Parada musical (2011)   | Melhor posição |
| ----------------------- | -------------- |
| Alemanha Singles Chart  | 43             |
| Áustria Singles Chart   | 35             |
| Portugal Singles Top 50 | 35             |
| Suíça Singles Chart     | 41             |